# Asystel Volley Novara
Asystel Volley Novara war ein italienischer Frauen-Volleyballverein aus Novara, der an der höchsten italienischen Spielklasse, der Serie A1, sowie der Volleyball Champions League teilnahm.

## Geschichte

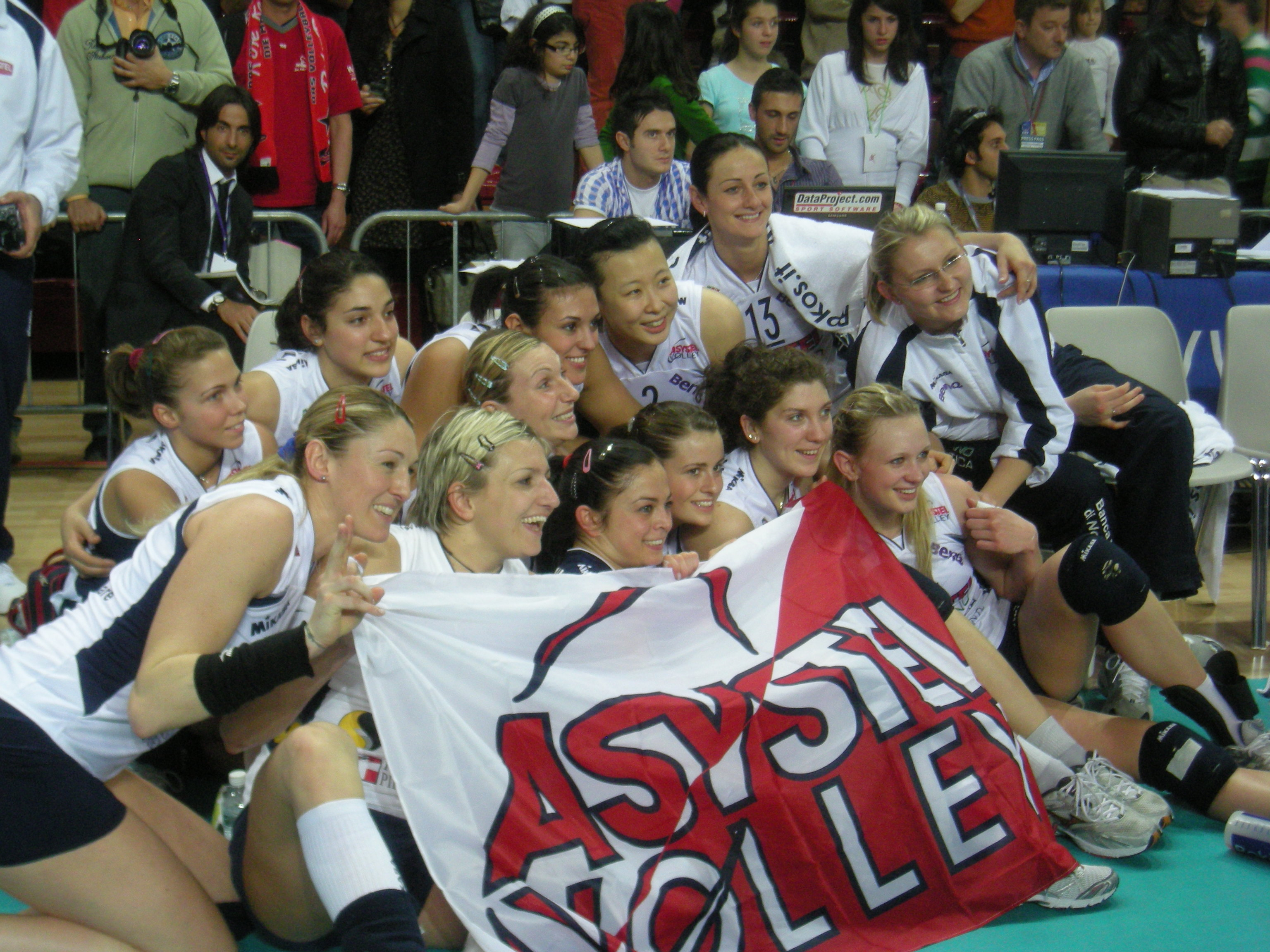
Gewinn des CEV-Pokal 2008/09

Von 2001 bis 2003 spielte AGIL Volley Novara unter dem Sponsornamen Asystel Novara in der Serie A1. 2003 beschloss AGIL, sich wieder auf die Jugendarbeit zu konzentrieren und übertrug das Spielrecht auf den neugegründeten Verein Asystel Volley Novara. Novara gewann 2003 und 2005 den italienischen Supercup, 2004 den Pokalwettbewerb, 2006 den Top-Teams-Cup sowie 2009 den CEV-Pokal. 2005 stand man im Finale der Volleyball Champions League, das gegen Foppapedretti Bergamo verloren wurde. 2004 und 2009 erreichte Asystel zudem das Playoff-Finale der Serie A1, konnte aber nie Meister werden.
2012 wurde Asystel Volley Novara aufgelöst.

## Bekannte ehemalige Spielerinnen
- Paola Cardullo  (Libera, 1,62 m)
- Virginie De Carne  (Angriff, 1,90 m)
- Manon Flier  (Angriff, 1,92 m)
- Małgorzata Glinka  (Angriff, 1,92 m)
- Anna Vania Mello  (Mittelblock, 1,90 m)
- Cristina Pirv
- Margareta Kozuch  (Angriff,  1,87 m)
- Ogonna Nnamani  (Angriff,  1,82 m)
- Olessya Kulakova  (Mittelblock, 1,90 m)
- Logan Tom  (Angriff, 1,86 m)